# Debby Mansveld
Debby Mansveld, née le 21 décembre 1972 à Hoogezand-Sappemeer, est une ancienne coureuse cycliste néerlandaise. Sur route, elle est sprinteuse.

## Palmarès sur route
- 1997
  - 3e du Trophée International
  - 8e du championnat du monde sur route
- 1999
  - 2e du RaboSter Zeeuwsche Eilanden
- 2000
  - 13e étape du Tour d'Italie
- 2001
  - Amstel Gold Race
  - Le Critérium International Féminin De Lachine
  - 1re, 2e et 7e étapes du Tour de Bretagne
  - 2e du Rotterdam Tour (Cdm)
  - 3e de la Liberty Classic (Cdm)
  - 3e de l'Holland Ladies Tour
- 2002
  - Holland Ladies Tour :
    - Classement général
    - 1re, 4e et 6e étapes

  - 3e du Rotterdam Tour (Cdm)
- 2003
  - 2e étape du RaboSter Zeeuwsche Eilanden
- 2004
  - 2e étape du RaboSter Zeeuwsche Eilanden
  - 3e étape 3e secteur b du RaboSter Zeeuwsche Eilanden
  - 1re étape de l'Holland Ladies Tour

### Classement mondiaux
| Année          | 1997 | 1998 | 1999 | 2000 | 2001 | 2002 | 2003 | 2004 | 2005 | 2006 |
| Classement UCI | 31e  | 25e  | -    | 109e | 15e  | 13e  | 75e  | 37e  | 118e | 84e  |

## Palmarès sur piste

### Championnats d'Europe
- 1999
  -  Médaillée de bronze de l'omnium

### Championnats nationaux
- 1993
  - 3e de la vitesse
- 1996
  - 2e de la vitesse
  - 2e de la course aux points
  - 3e du 500 m
- 1997
  - 3e du 500 m
- 1998
  - 2e du 500 m
  - 3e de la course aux points
- 1999
  -  Championne des Pays-Bas du 500 m
  - 2e de la course aux points
- 2000
  -  Championne des Pays-Bas du 500 m
  - 2e de la course aux points
  - 3e de la poursuite

## Palmarès en cyclo-cross
- 2000-2001
  - Diegem
  - 2e à Gieten
  - 2e à Sint-Michielsgestel
  - 2e du Druivencross
  - 3e du championnat des Pays-Bas de cyclo-cross
  - 3e à Asper-Gavere
  - 8e du championnat du monde de cyclo-cross
- 2001-2002
  - Internationale Centrumcross van Surhuisterveen, Surhuisterveen
  - 2e à Sint-Michielsgestel
  - 3e du championnat des Pays-Bas de cyclo-cross
  - 3e à Gieten
  - 3e du GP Mario De Clercq